# 仙人庄街道
仙人庄街道，是中华人民共和国河南省開封市鼓楼区下辖的一个乡镇级行政单位。

## 行政区划
仙人庄街道下辖以下地区：
仙人庄村、茶庵村、辛仓村、何楼村、马头刘村、良坟村、沙胡刘村、新城集村和龙王庙村。